# كوري ساندهاغن
كوري ساندهاغن (بالإنجليزية: Cory Sandhagen؛ مواليد 20 أبريل 1992) هو مُقاتل فنون قتالية مختلطة أمريكي محترف. يُنافس حاليًا في فئة وزن الديك في يو إف سي. ساندهاغن، وهو مُنافس محترف منذ عام 2015، نافس أيضًا لبطولة القتال التراثية. اعتبارًا من 16 أبريل 2024، احتل المركز رقم 2 في تصنيفات وزن الديك في يو إف سي.

## الخلفية
ولد ساندهاغن ونشأ في أورورا، كولورادو، ودرس في مدرسة سموكي هيل الثانوية حيث كان في فريق كرة السلة – وهي الرياضة التي كان يلعبها منذ شبابه. بدأ ساندهاغن التّدرب على الفنون القتالية عندما كان طفلاً، بدءًا من التايكوندو. لم يسمح له مدربوه باللكمات، لذلك تحول ساندهاغن إلى الملاكمة. في الكيك بوكسينغ، فاز ساندهاغن بألقاب متعددة في رابطة الكيك بوكسينج العالمية بما في ذلك لقب رابطة دبليو كاي إيه العالمي. ثم انتقل إلى فنون القتال المختلطة. كان من محبي هذه الرياضة منذ طفولته.
تخرج ساندهاغن من جامعة كولورادو بولدر بتخصص في علم النفس.

## مسيرته في فنون القتال المختلطة

### مسيرته المبكرة
خاض ساندهاغن أول نزال له في منظمة بطولة القتال التراثية في 24 فبراير 2017، في إل إف إيه 5 ضد جمال إيمرز، وخسر النزال بقرار الحكام بالإجماع. كان نزاله التالي في 17 أكتوبر 2017، ضد لويز أنطونيو لوبو جافينيو في إل إف إيه 24، والتي فاز بها عن طريق الضربة الفنية القاضية في الجولة الأولى. جاء ظهور ساندهاغن الأخير في منظمة بطولة القتال التراثية في 19 يناير 2018، في إل إف إيه 31، حيث هزم خوسيه أجوايو بالضربة الفنية القاضية في الجولة الأولى.

### يو إف سي
خاض ساندهاغن أول نزال له في يو إف سي في حدث يو إف سي على فوكس: جاكاري ضد برونسون 2 في 27 يناير 2018، ضد أوستن أرنيت. فاز في القتال بضربة فنية قاضية في الجولة الثانية.
ساندهاغن واجه عمر نورمحمدوف في 3 أغسطس 2024، في حدث يو إف سي على إيه بي سي 7 والفائز بالنزال سيُنافس على لقب بطولة يو إف سي لوزن الديك. خسر القتال بقرار الحكام بالإجماع.

## حياته الشخصية
بصرف النظر عن مسيرته في فنون القتال المختلطة، عمل ساندهاغن بدوام جزئي في مركز لعلاج الصدمات النفسية للأطفال. وهو يُدرّس فنون القتال المختلطة في فنون القتال على ارتفاعات عالية في أورورا، كولورادو.
تزوج ساندهاغن وزوجته إيريكا في سبتمبر 2023.

## البطولات والإنجازات
- يو إف سي
  - قتال الليلة (مرتين) ضد إيوري ألكانتارا وبيتر يان[20][21]
  - أداء الليلة (مرتين) ضد مارلون مورايس وفرانكي إدغار[22][23]
  - ثاني أسرع إنهاء بركبة طائرة في تاريخ يو إف سي (0:28) ضد فرانكي إدغار[24]
- دوري سبارتا القتالي
  - بطولة إس سي إل للوزن الخفيف (مرة واحدة؛ السابقة)
- إم إم إيه جونكي
  - ضربة قاضية لشهر فبراير 2021 ضد فرانكي إدغار [25]
  - أفضل قتال لشهر يوليو 2021 ضد تي جاي ديلاشاو[26]
- كايجسايد بريس
  - أفضل ضربة قاضية للعام 2021 ضد فرانكي إدغار[27]
- كومبات بريس
  - أفضل ضربة قاضية للعام 2021 ضد فرانكي إدغار[28]

## سجل فنون القتال المختلطة
| السجل المهني |        |         |
| 21 نزال      | 17 فوز | 4 خسارة |
| ضربة قاضية   | 7      | 0       |
| إخضاع        | 3      | 1       |
| قرار القضاة  | 7      | 3       |

| النتيجة | السجل | الخصم                     | الطريقة                                   | الحدث                                         | التاريخ        | الجولة | الوقت | المكان                                       | الملاحظات                                                     |
| ------- | ----- | ------------------------- | ----------------------------------------- | --------------------------------------------- | -------------- | ------ | ----- | -------------------------------------------- | ------------------------------------------------------------- |
| خسر     | 18–0  | عمر نورمحمدوف             | قرار الحكام (بالإجماع)                    | يو إف سي على إيه بي سي: ساندهاغن ضد نورمحمدوف | 3 أغسطس 2024   | 5      | 5:00  | أبو ظبي، الإمارات العربية المتحدة            | الفائز سيُقاتل على لقب بطولة يو إف سي لوزن الديك.              |
| فاز     | 17–4  | روب فونت                  | قرار الحكام (بالإجماع)                    | يو إف سي على إي إس بي إن: ساندهاغن ضد فونت    | 5 أغسطس 2023   | 5      | 5:00  | ناشفيل، تينيسي، الولايات المتحدة             | نزال في وزن غير محدد (140 رطل).                               |
| فاز     | 16–4  | مارلون فيرا               | قرار الحكام (بالانقسام)                   | يو إف سي على إي إس بي إن: فيرا ضد ساندهاغن    | 25 مارس 2023   | 5      | 5:00  | سان أنطونيو، تكساس، الولايات المتحدة         |                                                               |
| فاز     | 15–4  | سونغ يادونغ               | ضربة فنية قاضية (إيقاف الطبيب)            | يو إف سي ليلة القتال: ساندهاغن ضد سونغ        | 17 سبتمبر 2022 | 4      | 5:00  | لاس فيغاس، نيفادا، الولايات المتحدة          |                                                               |
| خسر     | 14–4  | بيتر يان                  | قرار الحكام (بالإجماع)                    | يو إف سي 267                                  | 30 أكتوبر 2021 | 5      | 5:00  | أبو ظبي، الإمارات العربية المتحدة            | الفائز سيُقاتل على لقب بطولة يو إف سي لوزن الديك. قتال الليلة. |
| خسر     | 14–3  | تي جاي ديلاشاو            | قرار الحكام (بالانقسام)                   | يو إف سي على إي إس بي إن: ساندهاغن ضد ديلاشو  | 24 يوليو 2021  | 5      | 5:00  | لاس فيغاس، نيفادا، الولايات المتحدة          |                                                               |
| فاز     | 14–2  | فرانكي إدغار              | ضربة قاضية (ركبة طائرة)                   | يو إف سي ليلة القتال: أوفيريم ضد فولكوف       | 6 فبراير 2021  | 1      | 0:28  | لاس فيغاس، نيفادا، الولايات المتحدة          | أداء الليلة.                                                  |
| فاز     | 13–2  | مارلون مورايس             | ضربة فنية قاضية (ركلة دوارة وركلة ولكمات) | يو إف سي ليلة القتال: مورايس ضد ساندهاغن      | 10 أكتوبر 2020 | 2      | 1:03  | أبو ظبي، الإمارات العربية المتحدة            | أداء الليلة.                                                  |
| خسر     | 12–2  | ألجامين ستيرلينغ          | إخضاع (خنق خلفي عاري)                     | يو إف سي 250                                  | 6 يونيو 2020   | 1      | 1:28  | لاس فيغاس، نيفادا، الولايات المتحدة          | الفائز سيُقاتل على لقب بطولة يو إف سي لوزن الديك.              |
| فاز     | 12–1  | رافائيل أسونساو           | قرار الحكام (بالإجماع)                    | يو إف سي 241                                  | 17 أغسطس 2019  | 3      | 5:00  | آناهايم، كاليفورنيا، الولايات المتحدة        |                                                               |
| فاز     | 11–1  | جون لينيكر                | قرار الحكام (بالانقسام)                   | يو إف سي ليلة القتال: جاكاري ضد هيرمانسون     | 27 أبريل 2019  | 3      | 5:00  | صنرايز، فلوريدا، الولايات المتحدة            |                                                               |
| فاز     | 10–1  | ماريو باوتيستا            | إخضاع (شريط الذراع)                       | يو إف سي ليلة القتال: سيهودو ضد ديلاشو        | 19 يناير 2019  | 1      | 3:31  | بروكلين، نيويورك، الولايات المتحدة           |                                                               |
| فاز     | 9–1   | إيوري ألكانتارا           | ضربة فنية قاضية (باللكمات)                | يو إف سي ليلة القتال: غيثي ضد فيك             | 25 أغسطس 2018  | 2      | 1:01  | لنكن، نبراسكا، الولايات المتحدة              | العودة إلى وزن الديك. قتال الليلة.                            |
| فاز     | 8–1   | أوستن أرنيت               | ضربة فنية قاضية (باللكمات)                | يو إف سي على فوكس: جاكاري ضد برونسون 2        | 27 يناير 2018  | 2      | 3:48  | شارلوت، كارولاينا الشمالية، الولايات المتحدة |                                                               |
| فاز     | 7–1   | خوسيه أجوايو              | ضربة فنية قاضية (بالركبة والمرفقين)       | إل إف إيه 31                                  | 19 يناير 2018  | 1      | 1:07  | فينيكس، أريزونا، الولايات المتحدة            |                                                               |
| فاز     | 6–1   | لويز أنطونيو لوبو جافينيو | ضربة فنية قاضية (باللكمات)                | إل إف إيه 24                                  | 13 أكتوبر 2017 | 1      | 3:00  | فينيكس، أريزونا، الولايات المتحدة            |                                                               |
| خسر     | 5–1   | جمال إيمرز                | قرار الحكام (بالإجماع)                    | إل إف إيه 5                                   | 24 فبراير 2017 | 3      | 5:00  | بورمفيلد، كولورادو، الولايات المتحدة         |                                                               |
| فاز     | 5–0   | كلاي ويمر                 | قرار الحكام (بالإجماع)                    | آر إف إيه 43                                  | 9 سبتمبر 2016  | 3      | 5:00  | بورمفيلد، كولورادو، الولايات المتحدة         |                                                               |
| فاز     | 4–0   | جوش هوبر                  | قرار الحكام (بالإجماع)                    | دوري سبارتا القتالي 50                        | 16 يوليو 2016  | 3      | 5:00  | كاسل روك، كولورادو، الولايات المتحدة         | فاز بلقب بطولة إس سي إل لوزن الريشة.                          |
| فاز     | 3–0   | دالتون جودارد             | إخضاع (خنق المثلث)                        | باراماونت إم إم إيه 2016                      | 15 مايو 2016   | 1      | 3:38  | دنفر، كولورادو، الولايات المتحدة             |                                                               |
| فاز     | 2–0   | أندرو تينيسون             | قرار الحكام (بالإجماع)                    | آر إف إيه 34                                  | 15 يناير 2016  | 3      | 5:00  | بورمفيلد، كولورادو، الولايات المتحدة         | أول ظهور في وزن الريشة.                                       |
| فاز     | 1–0   | بروس سيسمان               | إخضاع (خنق خلفي عاري)                     | إف تي دبليو: بطولة القتال على الجوائز 9       | 30 مايو 2015   | 1      | 1:16  | ويليستون، داكوتا الشمالية، الولايات المتحدة  | أول ظهور في وزن الديك.                                        |

## وصلات خارجية
- كوري ساندهاغن على موقع يو إف سي (الإنجليزية)
- كوري ساندهاغن على موقع شيردوغ (الإنجليزية)
- كوري ساندهاغن على موقع Tapology.com (الإنجليزية)
- كوري ساندهاغن على موقع فايت ماتريكس (الإنجليزية)
- كوري ساندهاغن على موقع IMDb (الإنجليزية)